# Kozma László (informatikus)
Kozma László (Budapest, 1948. október 2. –) informatikus és az Eötvös Loránd Tudományegyetem Informatikai Kar oktatója, egykor dékánja és az MTA köztestület tagja.

## Tanulmányai
1967 és 1972 között a József Attila Tudományegyetemen végezte egyetemi tanulmányait.
1982-ben a matematikai tudományok kandidátusa lett, majd 1982-ben egyetemi doktor.
2003-ban habilitált.

## Munkássága
Kutatási területe az objektum elvű és konkurens programozás, a programozás elmélete, és a programozási nyelvek szemantikája.
2001 és 2003 között az ELTE Természettudományi Kar gazdasági és műszaki dékánhelyettese.
2003 és 2012 között volt az ELTE Informatikai Kar dékánja. Utódja Horváth Zoltán lett. 2009-ben interjút adott az IT Cafénak amiben beszámolt a 24 órás hackerverseny sikereségéről.
Kozma dékánsága alatt a 2011-12-es tanévben 10 millió forint támogatást adott a GE Healthcare az Eötvös Loránd Tudományegyetem Informatikai Karának.
2009-ben megkapta a Magyar Érdemrend lovagkeresztje kitüntetést.

## Publikációk
- Kozma, L. & Varga, L. (2001). Adattípusok osztálya - Definíciók, elemzés, példák, ELTE TTK Informatikai Tanszékcsoport, Budapest.
- Kozma, L. & Varga, L. (2002). Párhuzamos rendszerek elemzése, ELTE TTK Informatikai Tanszékcsoport, Budapest.
- Ugron, B., Hajdara, S., & Kozma, L. (2005). Synthesis of the synchronization of general pipeline systems. Acta Cybernetica, 17(1), 123-151.[10]
- Kozma, L. & Varga, L. (2006). A szoftvertechnológia elméleti kérdései, ELTE Eötvös Kiadó, első kiadás 2003, második kiadás.[11]
- Kozma, L. (2014). A programok helyességéről, Tízéves az ELTE Eötvös József Collegium Informatikai Műhelye ünnepi kiadványa. Budapest, pp. 248–276.[12]